# Манітовок (Вісконсин)
Манітовок (англ. Manitowoc) — місто (англ. city) в США, в окрузі Манітовок штату Вісконсин. Населення — 34 626 осіб (2020).

## Географія
Манітовок розташований за координатами 44°5′55″ пн. ш. 87°40′53″ зх. д. / 44.09861° пн. ш. 87.68139° зх. д. (44.098592, -87.681300).  За даними Бюро перепису населення США в 2010 році місто мало площу 46,59 км², з яких 45,66 км² — суходіл та 0,93 км² — водойми.

### Клімат
| Клімат : Манітовок            | Клімат : Манітовок | Клімат : Манітовок | Клімат : Манітовок | Клімат : Манітовок | Клімат : Манітовок | Клімат : Манітовок | Клімат : Манітовок | Клімат : Манітовок | Клімат : Манітовок | Клімат : Манітовок | Клімат : Манітовок | Клімат : Манітовок | Клімат : Манітовок |
| Показник                      | Січ.               | Лют.               | Бер.               | Квіт.              | Трав.              | Черв.              | Лип.               | Серп.              | Вер.               | Жовт.              | Лист.              | Груд.              | Рік                |
| Абсолютний максимум, °C       | 15,0               | 15,0               | 26,1               | 32,2               | 35,0               | 39,4               | 40,6               | 37,8               | 36,1               | 31,7               | 24,4               | 17,8               | 40,6               |
| Середній максимум, °C         | −3,3               | −1,7               | 3,3                | 10,6               | 16,7               | 22,2               | 25,0               | 24,4               | 18,9               | 12,8               | 5,6                | −1,1               | 11,2               |
| Середній мінімум, °C          | −10                | −8,3               | −3,3               | 2,2                | 7,2                | 12,8               | 16,7               | 16,1               | 12,2               | 5,6                | −0,6               | −7,2               | 3,7                |
| Абсолютний мінімум, °C        | −32,8              | −33,9              | −27,8              | −16,1              | −6,1               | −1,1               | 2,8                | 3,3                | −3,3               | −10                | −21,7              | −29,4              | −32,8              |
| Норма опадів, мм              | 45                 | 35                 | 45                 | 81                 | 78                 | 90                 | 85                 | 91                 | 78                 | 65                 | 58                 | 41                 | 792                |
| ----------------------------- | ------------------ | ------------------ | ------------------ | ------------------ | ------------------ | ------------------ | ------------------ | ------------------ | ------------------ | ------------------ | ------------------ | ------------------ | ------------------ |
| Джерело: The Weateher Channel |                    |                    |                    |                    |                    |                    |                    |                    |                    |                    |                    |                    |                    |

## Демографія
Згідно з переписом 2010 року, у місті мешкало 33 736 осіб у 14 623 домогосподарствах у складі 8600 родин. Густота населення становила 724 особи/км².  Було 15955 помешкань (342/км²).
Расовий склад населення:
| - 89,9 % — білих - 4,6 % — азіатів - 1,0 % — чорних або афроамериканців - 0,6 % — корінних американців - 2,1 % — осіб інших рас |

До двох чи більше рас належало 1,9 %. Частка іспаномовних становила 5,0 % від усіх жителів.
За віковим діапазоном населення розподілялося таким чином: 22,2 % — особи молодші 18 років, 59,0 % — особи у віці 18—64 років, 18,8 % — особи у віці 65 років та старші. Медіана віку мешканця становила 41,7 року. На 100 осіб жіночої статі у місті припадало 93,2 чоловіків;  на 100 жінок у віці від 18 років та старших — 90,3 чоловіків також старших 18 років.
Середній дохід на одне домашнє господарство  становив 53 954 долари США (медіана — 40 076), а середній дохід на одну сім'ю — 69 652 долари (медіана — 56 015). Медіана доходів становила 43 190 доларів для чоловіків та 33 978 доларів для жінок. За межею бідності перебувало 13,9 % осіб, у тому числі 21,3 % дітей у віці до 18 років та 10,6 % осіб у віці 65 років та старших.
Цивільне працевлаштоване населення становило 15 828 осіб. Основні галузі зайнятості: виробництво — 31,0 %, освіта, охорона здоров'я та соціальна допомога — 23,5 %, роздрібна торгівля — 11,6 %, мистецтво, розваги та відпочинок — 8,1 %.